# Yaroslavna Corona
L'Yaroslavna Corona è una struttura geologica della superficie di Venere.